# 도쿄 오페라 시티
도쿄 오페라 시티(일본어: 東京オペラシティ)는 일본 도쿄도 신주쿠에 있는 고층 건물이다. 영화관과 오페라 극장, 갤러리 등이 있다.

## 같이 보기
- 일본의 마천루 목록
- 도쿄도의 마천루 목록